# Elezione del Presidente del Senato del 1973
L'elezione del presidente del Senato del 1973 per la VI legislatura della Repubblica Italiana si è svolta il 25 giugno 1973.
Il presidente del Senato uscente, in quanto dimissionario perché nominato segretario della DC, è Amintore Fanfani.
Presidente provvisorio del Senato è il vicepresidente Giuseppe Spataro.
Presidente del Senato della Repubblica, eletto al I scrutinio, è Giovanni Spagnolli.

## L'elezione

### Preferenze per Giovanni Spagnolli
| Scrutinio | Voti | Percentuale |
| --------- | ---- | ----------- |
| I         | 170  | 57%         |

## 27 giugno 1973

### I scrutinio
Per la nomina è richiesta la maggioranza assoluta dei componenti dell'Assemblea.
| Dati votazione | Dati votazione   |     | Nome               | Nome | Voti |
| -------------- | ---------------- | --- | ------------------ | ---- | ---- |
| Presenti       | 297              |     | Giovanni Spagnolli | 170  |      |
| Votanti        | 297              |     | Giuseppe Spataro   | 3    |      |
| Astenuti       | 0                |     | Antonio Gava       | 2    |      |
| Maggioranza    | 162              |     | Guido Gonella      | 2    |      |
|                |                  |     | Giuseppe Medici    | 1    |      |
|                | Adriano Ossicini | 1   |                    |      |      |
|                | Schede bianche   | 118 |                    |      |      |
|                | Schede nulle     | 0   |                    |      |      |

Risulta eletto: Giovanni Spagnolli